# Federal Center SW
Federal Center SW è una stazione della metropolitana di Washington, situata sul tratto comune delle linee blu, arancione e argento. Si trova all'incrocio tra la 3° strada e D Street
È stata inaugurata il 1º luglio 1977, contestualmente all'apertura della linea blu.
La stazione è servita da autobus dei sistemi Metrobus (anch'esso gestito dalla WMATA) e da autobus della Maryland Transit Administration.